# Cher Ndour
Cher Ndour (Brescia, 27 luglio 2004) è un calciatore italiano di origini senegalesi, centrocampista della Fiorentina e della nazionale Under-21 italiana.

## Caratteristiche Tecniche
Paragonato a Paul Pogba, nasce tatticamente come trequartista trovando poi la sua collocazione ideale come mezzala. Longilineo e dotato di un fisico slanciato e ben strutturato, È agile negli spazi stretti, pur non essendo particolarmente rapido, possiede però una notevole accelerazione nel lungo che lo rende assai pericoloso nelle ripartenze e nelle discese palla al piede. Ambidestro, dotato di una pregevole tecnica individuale, qualità che lo rendono un giocatore ordinato e completo. Grazie al suo perfetto utilizzo di entrambi i piedi, Ndour quando riesce a mettere in moto le sue leve e sfruttare le sue caratteristiche fisiche e atletiche è sostanzialmente immarcabile quando va in conduzione del pallone.

## Biografia
Nasce a Brescia da padre senegalese e madre italiana.

## Carriera

### Club

#### Gli inizi, Benfica
Dopo aver militato nei settori giovanili di ASD San Giacomo Brescia, Brescia ed Atalanta, nell'estate del 2020 Ndour passa al Benfica, squadra della massima serie portoghese. Nel corso della stagione 2020-2021 milita nelle giovanili delle Aquile e riceve anche le prime convocazioni nel Benfica B, con cui esordisce tra i professionisti il 2 maggio 2021, all'età di 16 anni e 279 giorni diventando così il più giovane debuttante della storia del club, subentrando al 90º minuto a Gonçalo Ramos nella partita valida per la 31ª giornata di Segunda Liga vinta per 2-0 contro l'Oliveirense.
Segna la sua prima rete tra i professionisti il 19 settembre 2021, nel pareggio esterno per 2-2 contro la Farense. Per due stagioni consecutive milita quindi nella seconda squadra biancorossa, con cui gioca un totale di 57 partite, tutte in Segunda Liga, segnando 5 reti.
Nel corso della stagione 2022-2023 riceve le sue prime convocazioni in prima squadra, nella quale esordisce il 18 marzo 2023, all'età di 18 anni, subentrando al 90º minuto nella partita della 25ª giornata di Primeira Liga vinta per 5-1 contro il Vitória Guimarães.

#### Paris-Saint Germain e vari prestiti
Il 12 luglio 2023 viene acquistato a parametro zero dal Paris Saint-Germain, con cui firma un contratto valido fino al 30 giugno 2028. Il 3 settembre seguente, fa il suo esordio con il club parigino, sostituendo Warren Zaïre-Emery all'86º minuto dell'incontro di campionato in casa dell'Olympique Lione, vinto per 4-1. Nell'occasione, diventa il nono giocatore italiano a disputare un incontro ufficiale con i francesi. Il 7 gennaio 2024, segna il suo primo gol con il PSG nella partita di Coppa di Francia contro il Revel, vinta per 9-0.
Il 29 gennaio 2024, viene ceduto in prestito fino al termine della stagione al Braga, nella massima serie portoghese; qui, disputa 11 incontri e segna una rete, prima di tornare a Parigi.
Il 13 agosto dello stesso anno, viene ceduto in prestito fino al termine della stagione al Beşiktaş, nella Süper Lig turca. Esordisce con i turchi  cinque giorni dopo, nel match casalingo contro l'Antalyaspor. L'11 gennaio 2025 segna la sua prima rete con i bianconeri, nella gara vinta contro il Bodrum. Viene richiamato anticipatamente a Parigi il 3 febbraio 2025.

#### Fiorentina
Il 3 febbraio 2025 viene ceduto a titolo definitivo alla Fiorentina, facendo così ritorno in Italia. Esordisce con i Viola, e contestualmente in Serie A, il 16 febbraio, nella partita casalinga persa per 2-0 contro il Como, subentrando al 74' ad Albert Guðmundsson.

### Nazionale
Ha rappresentato l'Italia a diversi livelli giovanili, a partire dalla nazionale Under-15.
Nel giugno del 2023, è stato convocato dal selezionatore Alberto Bollini per l’Europeo Under-19 a Malta; dove ha contribuito alla vittoria del secondo titolo di categoria da parte degli Azzurrini.
Nel settembre dello stesso anno, ha ricevuto la sua prima convocazione con la nazionale Under-21, guidata da Carmine Nunziata, in vista dei primi due incontri di qualificazione all'Europeo di categoria. Ha quindi esordito con gli Azzurrini l'8 settembre 2023, sostituendo Fabio Miretti al 65º minuto della gara pareggiata (0-0) in trasferta contro la Lettonia. Nel giugno 2025 viene convocato per l'Europeo Under-21 organizzato in Slovacchia.

## Statistiche

### Presenze e reti nei club
Statistiche aggiornate al 12 giugno 2025.
| Stagione         | Squadra             | Campionato       | Campionato | Campionato | Coppe nazionali | Coppe nazionali | Coppe nazionali | Coppe continentali | Coppe continentali | Coppe continentali | Altre coppe | Altre coppe | Altre coppe | Totale | Totale | Totale |
| Stagione         | Squadra             | Comp             | Pres       | Reti       | Comp            | Pres            | Reti            | Comp               | Pres               | Reti               | Comp        | Pres        | Reti        | Pres   | Reti   |        |
| ---------------- | ------------------- | ---------------- | ---------- | ---------- | --------------- | --------------- | --------------- | ------------------ | ------------------ | ------------------ | ----------- | ----------- | ----------- | ------ | ------ | ------ |
| 2020-2021        | Benfica B           | SL               | 1          | 0          | -               | -               | -               | -                  | -                  | -                  | -           | -           | -           | 1      | 0      |        |
| 2021-2022        | Benfica B           | SL               | 26         | 1          | -               | -               | -               | -                  | -                  | -                  | -           | -           | -           | 26     | 1      |        |
| 2022-2023        | Benfica B           | SL               | 30         | 4          | -               | -               | -               | -                  | -                  | -                  | -           | -           | -           | 30     | 4      |        |
| Totale Benfica B | Totale Benfica B    | Totale Benfica B | 57         | 5          |                 | -               | -               |                    | -                  | -                  |             | -           | -           | 57     | 5      |        |
| 2022-2023        | Benfica             | PL               | 1          | 0          | CP+CdL          | -               | -               | UCL                | 0                  | 0                  | -           | -           | -           | 1      | 0      |        |
| 2023-gen. 2024   | Paris Saint-Germain | L1               | 3          | 0          | CF              | 1               | 1               | UCL                | 0                  | 0                  | SF          | 0           | 0           | 4      | 1      |        |
| gen.-giu. 2024   | Braga               | PL               | 9          | 1          | CP+CdL          | -               | -               | UEL                | 2                  | 0                  | -           | -           | -           | 11     | 1      |        |
| 2024-feb. 2025   | Beşiktaş            | SL               | 12         | 1          | TK              | 1               | 0               | UEL                | 9                  | 0                  | ST          | -           | -           | 22     | 1      |        |
| feb.-giu. 2025   | Fiorentina          | A                | 9          | 0          | CI              | 0               | 0               | UECL               | 0                  | 0                  | -           | -           | -           | 9      | 0      |        |
| Totale carriera  | Totale carriera     | Totale carriera  | 91         | 7          |                 | 2               | 1               |                    | 11                 | 0                  |             | 0           | 0           | 104    | 8      |        |

### Cronologia presenze e reti in nazionale
| Cronologia completa delle presenze e delle reti in nazionale ― Italia under 21 | Cronologia completa delle presenze e delle reti in nazionale ― Italia under 21 | Cronologia completa delle presenze e delle reti in nazionale ― Italia under 21 | Cronologia completa delle presenze e delle reti in nazionale ― Italia under 21 | Cronologia completa delle presenze e delle reti in nazionale ― Italia under 21 | Cronologia completa delle presenze e delle reti in nazionale ― Italia under 21 | Cronologia completa delle presenze e delle reti in nazionale ― Italia under 21 | Cronologia completa delle presenze e delle reti in nazionale ― Italia under 21 |
| Data                                                                           | Città                                                                          | In casa                                                                        | Risultato                                                                      | Ospiti                                                                         | Competizione                                                                   | Reti                                                                           | Note                                                                           |
| ------------------------------------------------------------------------------ | ------------------------------------------------------------------------------ | ------------------------------------------------------------------------------ | ------------------------------------------------------------------------------ | ------------------------------------------------------------------------------ | ------------------------------------------------------------------------------ | ------------------------------------------------------------------------------ | ------------------------------------------------------------------------------ |
| 8-9-2023                                                                       | Jūrmala                                                                        | Lettonia under 21                                                              | 0 – 0                                                                          | Italia under 21                                                                | Qual. Europeo Under-21 2025                                                    | -                                                                              | 65’                                                                            |
| 12-9-2023                                                                      | İzmit                                                                          | Turchia under 21                                                               | 0 – 2                                                                          | Italia under 21                                                                | Qual. Europeo Under-21 2025                                                    | -                                                                              |                                                                                |
| 17-10-2023                                                                     | Bolzano                                                                        | Italia under 21                                                                | 2 – 0                                                                          | Norvegia under 21                                                              | Qual. Europeo Under-21 2025                                                    | -                                                                              | 52’                                                                            |
| 16-11-2023                                                                     | Serravalle                                                                     | San Marino under 21                                                            | 0 – 7                                                                          | Italia under 21                                                                | Qual. Europeo Under-21 2025                                                    | -                                                                              |                                                                                |
| 21-11-2023                                                                     | Cork                                                                           | Irlanda under 21                                                               | 2 – 2                                                                          | Italia under 21                                                                | Qual. Europeo Under-21 2025                                                    | -                                                                              | 39’ 56’                                                                        |
| 22-3-2024                                                                      | Cesena                                                                         | Italia under 21                                                                | 2 – 0                                                                          | Lettonia under 21                                                              | Qual. Europeo Under-21 2025                                                    | -                                                                              |                                                                                |
| 26-3-2024                                                                      | Ferrara                                                                        | Italia under 21                                                                | 1 – 1                                                                          | Turchia under 21                                                               | Qual. Europeo Under-21 2025                                                    | -                                                                              |                                                                                |
| 4-6-2024                                                                       | Vitrolles                                                                      | Italia under 21                                                                | 4 – 3                                                                          | Giappone under 21                                                              | Torneo Maurice Revello 2024 - 1º turno                                         | -                                                                              | 46’                                                                            |
| 6-6-2024                                                                       | Aubagne                                                                        | Ucraina under 21                                                               | 4 – 0                                                                          | Italia under 21                                                                | Torneo Maurice Revello 2024 - 1º turno                                         | -                                                                              |                                                                                |
| 10-6-2024                                                                      | Aubagne                                                                        | Italia under 21                                                                | 2 – 2                                                                          | Panama under 21                                                                | Torneo Maurice Revello 2024 - 1º turno                                         | 2                                                                              |                                                                                |
| 5-9-2024                                                                       | Latina                                                                         | Italia under 21                                                                | 7 – 0                                                                          | San Marino under 21                                                            | Qual. Europeo Under-21 2025                                                    | -                                                                              | 14’                                                                            |
| 10-9-2024                                                                      | Stavanger                                                                      | Norvegia under 21                                                              | 0 – 3                                                                          | Italia under 21                                                                | Qual. Europeo Under-21 2025                                                    | -                                                                              |                                                                                |
| 15-10-2024                                                                     | Trieste                                                                        | Italia under 21                                                                | 1 – 1                                                                          | Irlanda under 21                                                               | Qual. Europeo Under-21 2025                                                    | -                                                                              |                                                                                |
| 15-11-2024                                                                     | Empoli                                                                         | Italia under 21                                                                | 2 – 2                                                                          | Francia under 21                                                               | Amichevole                                                                     | -                                                                              |                                                                                |
| 19-11-2024                                                                     | La Spezia                                                                      | Italia under 21                                                                | 2 – 2                                                                          | Ucraina under 21                                                               | Amichevole                                                                     | -                                                                              | 58’                                                                            |
| 21-3-2025                                                                      | Venezia                                                                        | Italia under 21                                                                | 1 – 2                                                                          | Paesi Bassi under 21                                                           | Amichevole                                                                     | -                                                                              | 76’                                                                            |
| 24-3-2025                                                                      | Cittadella                                                                     | Italia under 21                                                                | 1 – 1                                                                          | Danimarca under 21                                                             | Amichevole                                                                     | -                                                                              | 46’                                                                            |
| 11-6-2025                                                                      | Trnava                                                                         | Italia under 21                                                                | 1 – 0                                                                          | Romania under 21                                                               | Europeo Under-21 2025 - 1º turno                                               | -                                                                              |                                                                                |
| 14-6-2025                                                                      | Trnava                                                                         | Slovacchia under 21                                                            | 0 – 1                                                                          | Italia under 21                                                                | Europeo Under-21 2025 - 1º turno                                               | -                                                                              | 74’                                                                            |
| 22-6-2025                                                                      | Dunajská Streda                                                                | Germania under 21                                                              | 3 – 2 dts                                                                      | Italia under 21                                                                | Europeo Under-21 2025 - Quarti di finale                                       | -                                                                              | 88’                                                                            |
| Totale                                                                         |                                                                                | Presenze                                                                       | 20                                                                             |                                                                                | Reti                                                                           | 2                                                                              |                                                                                |

| Cronologia completa delle presenze e delle reti in nazionale ― Italia under 20 | Cronologia completa delle presenze e delle reti in nazionale ― Italia under 20 | Cronologia completa delle presenze e delle reti in nazionale ― Italia under 20 | Cronologia completa delle presenze e delle reti in nazionale ― Italia under 20 | Cronologia completa delle presenze e delle reti in nazionale ― Italia under 20 | Cronologia completa delle presenze e delle reti in nazionale ― Italia under 20 | Cronologia completa delle presenze e delle reti in nazionale ― Italia under 20 | Cronologia completa delle presenze e delle reti in nazionale ― Italia under 20 |
| Data                                                                           | Città                                                                          | In casa                                                                        | Risultato                                                                      | Ospiti                                                                         | Competizione                                                                   | Reti                                                                           | Note                                                                           |
| ------------------------------------------------------------------------------ | ------------------------------------------------------------------------------ | ------------------------------------------------------------------------------ | ------------------------------------------------------------------------------ | ------------------------------------------------------------------------------ | ------------------------------------------------------------------------------ | ------------------------------------------------------------------------------ | ------------------------------------------------------------------------------ |
| 23-9-2022                                                                      | Lisbona                                                                        | Portogallo under 20                                                            | 1 – 2                                                                          | Italia under 20                                                                | Elite League Under-20                                                          | -                                                                              | 57’                                                                            |
| 27-9-2022                                                                      | Varese                                                                         | Italia under 20                                                                | 3 – 0                                                                          | Svizzera under 20                                                              | Amichevole                                                                     | -                                                                              | 82’                                                                            |
| 17-11-2022                                                                     | Arad                                                                           | Romania under 20                                                               | 1 – 2                                                                          | Italia under 20                                                                | Elite League Under-20                                                          | -                                                                              |                                                                                |
| 21-11-2022                                                                     | Sassuolo                                                                       | Italia under 20                                                                | 2 – 1                                                                          | Rep. Ceca under 20                                                             | Elite League Under-20                                                          | -                                                                              |                                                                                |
| 23-3-2023                                                                      | Stavanger                                                                      | Norvegia under 20                                                              | 2 – 2                                                                          | Italia under 20                                                                | Elite League Under-20                                                          | 1                                                                              |                                                                                |
| 27-3-2023                                                                      | Rovereto                                                                       | Italia under 20                                                                | 1 – 1                                                                          | Germania under 20                                                              | Elite League Under-20                                                          | -                                                                              |                                                                                |
| Totale                                                                         |                                                                                | Presenze                                                                       | 6                                                                              |                                                                                | Reti                                                                           | 1                                                                              |                                                                                |

| Cronologia completa delle presenze e delle reti in nazionale ― Italia under 19 | Cronologia completa delle presenze e delle reti in nazionale ― Italia under 19 | Cronologia completa delle presenze e delle reti in nazionale ― Italia under 19 | Cronologia completa delle presenze e delle reti in nazionale ― Italia under 19 | Cronologia completa delle presenze e delle reti in nazionale ― Italia under 19 | Cronologia completa delle presenze e delle reti in nazionale ― Italia under 19 | Cronologia completa delle presenze e delle reti in nazionale ― Italia under 19 | Cronologia completa delle presenze e delle reti in nazionale ― Italia under 19 |
| Data                                                                           | Città                                                                          | In casa                                                                        | Risultato                                                                      | Ospiti                                                                         | Competizione                                                                   | Reti                                                                           | Note                                                                           |
| ------------------------------------------------------------------------------ | ------------------------------------------------------------------------------ | ------------------------------------------------------------------------------ | ------------------------------------------------------------------------------ | ------------------------------------------------------------------------------ | ------------------------------------------------------------------------------ | ------------------------------------------------------------------------------ | ------------------------------------------------------------------------------ |
| 3-7-2023                                                                       | Attard                                                                         | Malta under 19                                                                 | 0 – 4                                                                          | Italia under 19                                                                | Europeo Under-19 2023 - 1º turno                                               | 1                                                                              |                                                                                |
| 6-7-2023                                                                       | Ta' Qali                                                                       | Portogallo under 19                                                            | 5 – 1                                                                          | Italia under 19                                                                | Europeo Under-19 2023 - 1º turno                                               | -                                                                              | 76’ 89’                                                                        |
| 9-7-2023                                                                       | Attard                                                                         | Italia under 19                                                                | 1 – 1                                                                          | Polonia under 19                                                               | Europeo Under-19 2023 - 1º turno                                               | -                                                                              | 85’                                                                            |
| 16-7-2023                                                                      | Attard                                                                         | Portogallo under 19                                                            | 0 – 1                                                                          | Italia under 19                                                                | Europeo Under-19 2023 - Finale                                                 | -                                                                              | 45’ 65’                                                                        |
| Totale                                                                         |                                                                                | Presenze                                                                       | 4                                                                              |                                                                                | Reti                                                                           | 1                                                                              |                                                                                |

## Palmarès

### Club

#### Competizioni giovanili
- UEFA Youth League: 1

Benfica: 2021-2022
- Coppa Intercontinentale Under-20: 1

Benfica: 2022

#### Competizioni nazionali
- Campionato portoghese: 1

Benfica: 2022-2023

### Nazionale
- Campionato europeo Under-19: 1

Malta 2023